# محمد أباد (حومة دامغان)
محمد أباد (بالفارسية: محمدآباد) هي مستوطنة تقع في إيران في منطقة مركزية ريفية. يقدر عدد سكانها بـ 121 نسمة بحسب إحصاء 2016.